# 暮定水库
暮定水库是中国广西壮族自治区南宁市武鸣县境内的一座水库，位于武鸣河支流马头河上，建于1960年。水库正常库容为2230万立方米，集雨面积为140平方千米，海拔为164米。